# Défense de la Grande Muraille
Campagnes de Mongolie-intérieure
Batailles
Invasion japonaise de la Mandchourie
- Mukden
- Jiangqiao
- Pont de la rivière Nen
- Jinzhou
- Harbin
- Pacification du Mandchoukouo
- Rehe
- Grande Muraille
- Mongolie-intérieure (Suiyuan)

La défense de la Grande Muraille (chinois simplifié : 长城抗战, chinois traditionnel : 長城抗戰, pinyin : Chángchéng Kàngzhàn, parfois appelée première bataille de Hopei) est une campagne militaire de cinq mois (1er janvier - 31 mai 1933) opposant l'empire du Japon à la république de Chine. Appelée opération Nekka (熱河作戦, Nekka Sakusen) par les Japonais, elle a lieu peu de temps avant le début de la seconde guerre sino-japonaise, officiellement commencée en 1937.
Durant cette campagne, le Japon s'empare de la province de Rehe en Mongolie-Intérieure, en combattant le seigneur de guerre chinois Zhang Xueliang, et l'annexe au nouvel État du Mandchoukouo, dont la frontière sud s'étend désormais jusqu'à la Grande Muraille.

## Prélude

### Bataille de la passe de Shanhai
La passe de Shanhai est l'extrémité orientale de la Grande Muraille, là où la fortification rencontre l'océan. Selon les termes de l'accord de 1901 signé après la fin de la révolte des boxers, l'armée impériale japonaise était autorisée à maintenir une petite garnison de 300 hommes à cet endroit. Dans la nuit du 1er janvier 1933, le commandant de la garnison japonaise met en scène un « incident » en faisant exploser des grenades et en tirant quelques coups de feu. L'armée japonaise du Guandong l'utilise comme prétexte pour demander au 626e régiment de l'armée du Nord-Est, gardant la passe de Shanhai, d'évacuer son poste de défense.
Lorsque la garnison chinoise refuse, la 8e division lui transmet un ultimatum avant d'attaquer la passe avec le soutien de 4 trains blindés et de 10 chars. L'attaque japonaise est soutenue par un appui aérien rapproché, et par des bombardements d'une douzaine de navires de la 2e flotte de la marine impériale japonaise. Le 3 janvier, le commandant du régiment chinois, Shi Shian, incapable de résister à l'attaque, évacue sa position après avoir perdu la moitié de ses troupes, tandis que les Japonais déplorent la mort d'environ 500 hommes.

### Bataille de Rehe
La province de Rehe, au nord-est de la Grande Muraille, est maintenant le nouvel objectif. Prétendant que la province est une partie historique de la Mandchourie, l'armée japonaise espère d'abord la sécuriser en ralliant le général Tang Yulin à la cause du Mandchoukouo. Cependant, après l'échec de la tentative, l'option militaire est décidée. L'État-major de l'armée impériale japonaise demande la bénédiction de l'empereur Hirohito pour l'« opération stratégique » contre les forces chinoises à Rehe. Espérant qu'il s'agit de la dernière opération de l'armée dans la région et qu'elle mettra un terme au problème de la Mandchourie, l'empereur approuve en déclarant explicitement que l'armée n'ira pas au-delà de la Grande Muraille de Chine.
Le 23 février 1933, l'offensive est lancée. Le 25 février, les villes de Chaoyang et Kailu sont prises. Le 2 mars, la 4e brigade de cavalerie japonaise rencontre une résistance des forces de Sun Dianying et, après plusieurs jours de combat, prend Chifeng. Le 4 mars, la cavalerie japonaise et la 1re compagnie spéciale de chars prend Chengde, la capitale de la province de Rehe.

## Bataille

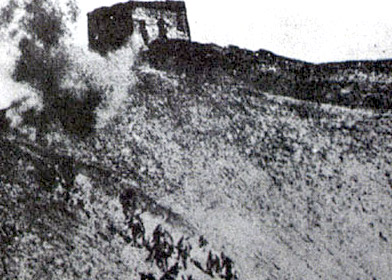
Soldats japonais chargeant vers la Grande Muraille.

Après la chute de la province de Rehe, le 32e corps de Wan Fulin se replie vers la passe de Lengkou, tandis que le 29e corps du général Song Zheyuan fait également marche arrière, que la 37e division de Zhang Zuoxiang atteint la passe de Xifengkou, et que la 25e division du général Guan Linzheng se réfugie à la passe de Gubeikou.
Le 4 mars, la 139e division du 32e corps s'organise pour défendre la passe de Lengkou et, le 7 mars, le 67e corps subit des attaques de la 16e brigade de la 8e division japonaise à la passe de Gubeikou.
Le 9 mars, Tchang Kaï-chek organise avec Zhang Xueliang la résistance à l'invasion japonaise à Baoding dans la province du Hebei. Tchang Kaï-chek commence à rappeler une partie de ses forces combattant contre la république soviétique chinoise du Jiangxi, ce qui inclut des forces de Huang Chieh, Xu Tingyao et Guan Linzheng. Tchang Kaï-chek appelle également le 7e corps de Fu Zuoyi basé dans la province du Suiyuan. Ces actions sont cependant trop tardives et les renforts s'avèrent insuffisants pour arrêter l'avance japonaise.
Le 11 mars, les troupes japonaises attaquent directement la Grande Muraille. Le 12 mars, Zhang Xueliang est remplacé à son poste par He Yingqin qui, en tant que nouveau commandant de l'armée du nord-est, est chargé de sécuriser les positions défensives le long de la Grande Muraille.

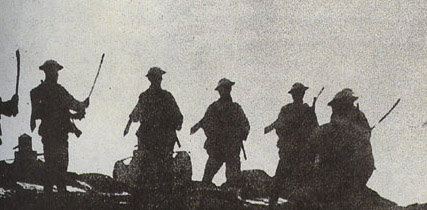
Des soldats chinois armés d'épées durant la bataille.

Plus de vingt attaques japonaises rapprochées sont lancées, et les soldats chinois armés d'épées s'efforcent de les repousser. Le 21 mars, les Japonais parviennent cependant à prendre la passe de Yiyuankou. Le 29e corps chinois évacue la passe de Xifengkou le 8 avril. Le 11 avril, les troupes japonaises reprennent la passe de Lengkou après des douzaines d'attaques et les forces chinoises de Jielingkou abandonnent la passe. L'armée chinoise est significativement sous-armée face aux armes lourdes japonaises et beaucoup d'unités ne sont équipées que de mortiers de tranchée, de quelques mitrailleuses lourdes et légères, de fusils, mais principalement de grenades à main, et d'épées chinoises traditionnelles. Le 20 mai, écrasée par la puissance de feu japonaise, l'armée chinoise se retire de ses positions restantes le long de la Grande Muraille.
Bien que l'armée du nord-est ait finalement perdu, quelques-unes de ses unités, comme le peloton de He Zhuguo, avaient réussi à repousser l'armée japonaise, beaucoup mieux armée, pendant trois jours avant d'être submergées. Plusieurs de ses divisions ont également remporté de petites victoires à certaines passes, comme celle de Xifengkuo et Gubeikou, en utilisant les remparts pour déplacer les soldats d'un secteur à un autre de la Grande Muraille, exactement comme l'avaient fait les soldats de la dynastie Ming avant eux.

## Conséquences
Le 22 mai 1933, les représentants chinois et japonais se rencontrent dans le district de Tanggu à Tianjin pour négocier une fin au conflit. Cette trêve de Tanggu crée ainsi une zone démilitarisée de cent kilomètres au sud de la Grande Muraille, où l'armée chinoise a interdiction de pénétrer, réduisant ainsi grandement la sécurité territoriale de la Chine entière, alors que les Japonais peuvent utiliser la reconnaissance aérienne ou des unités terrestres pour s'assurer que les Chinois respectent l'interdiction. De plus, le gouvernement chinois est forcé de reconnaître l'indépendance de facto du Mandchoukouo et la perte de la province de Rehe.
La Grande Muraille sera le lieu des batailles finales de la guerre, près de douze années plus tard. Le 30 août 1945, après la reddition japonaise, une petite bataille de « ratissage » durant moins de trois heures est menée dans les environs de la passe de Shangai entre les forces chinoises et 3 000 soldats japonais refusant de reconnaître la reddition. L'armée chinoise, commandée par Zeng Kelin et appuyée par l'artillerie de l'armée soviétique, annihile les restes de résistance japonaise.

## Dans la culture populaire
Un film de guerre hong kongais de 1976 intitulé 7 Man Army (en) met en scène sept soldats chinois résistant à 20 000 soldats japonais pendant cinq jours.

### Cartes topographiques
- Cheng-te nk50-11 SW Jehol Province, SE Chahar Province, NW Hebei Province(north of Beijing, Gubeikou Pass)
- Lin-yu nk50-12 S Jehol Province, NE Hebei Province, Great Wall to Shanhaikuan upper Luan River area
- Ch'ang-Li nj50-4 NE Hebei Luan River area